# Il volo del falco
Il volo del falco (Aloft) è un film del 2014 diretto da Claudia Llosa.
Il film, con protagonisti Jennifer Connelly, Cillian Murphy e Mélanie Laurent, ha fatto parte della selezione ufficiale del 64º Festival Internazionale del Cinema di Berlino.

## Trama
Nana Kunning è stata una madre in difficoltà che ha abbandonato in seguito ad un incidente suo figlio Ivan 20 anni fa. Ora sta diventando una famosa artista e guaritrice quando Jannia, una giovane giornalista, rintraccia Ivan e organizza un incontro tra Nana e Ivan che li farà riflettere sulle loro vite.

## Produzione
Il film è ambientato nel Manitoba in Canada.

## Distribuzione
Presentato in vari festival cinematografici, tra cui Festival di Berlino, Sundance Film Festival e Tribeca Film Festival, il film è stato distribuito in Spagna il 23 gennaio 2015 e in Canada il 5 giugno dello stesso anno. In Italia il film è stato trasmesso direttamente in televisione su Sky Cinema il 5 agosto 2016.